# جليزنافودسك
جليزنافودسك (بالروسية: Железноводск) هي إحدى مدن روسيا في الكيان الفدرالي الروسي كراي ستافروبول.